# Dichiarazione di Verona
La “Dichiarazione di Verona” è un manifesto pubblicato nel 1795 dal conte di Provenza, autoproclamatosi re di Francia dopo la morte del nipote Luigi Carlo (8 giugno 1795), durante il suo esilio all’interno della Repubblica di Venezia. Non si sa esattamente quante copie ne siano state stampate, ma certamente il proclama venne fatto circolare tra i componenti dell’armata realista del principe di Condé, che lesse il testo alle sue truppe.

## Contesto storico

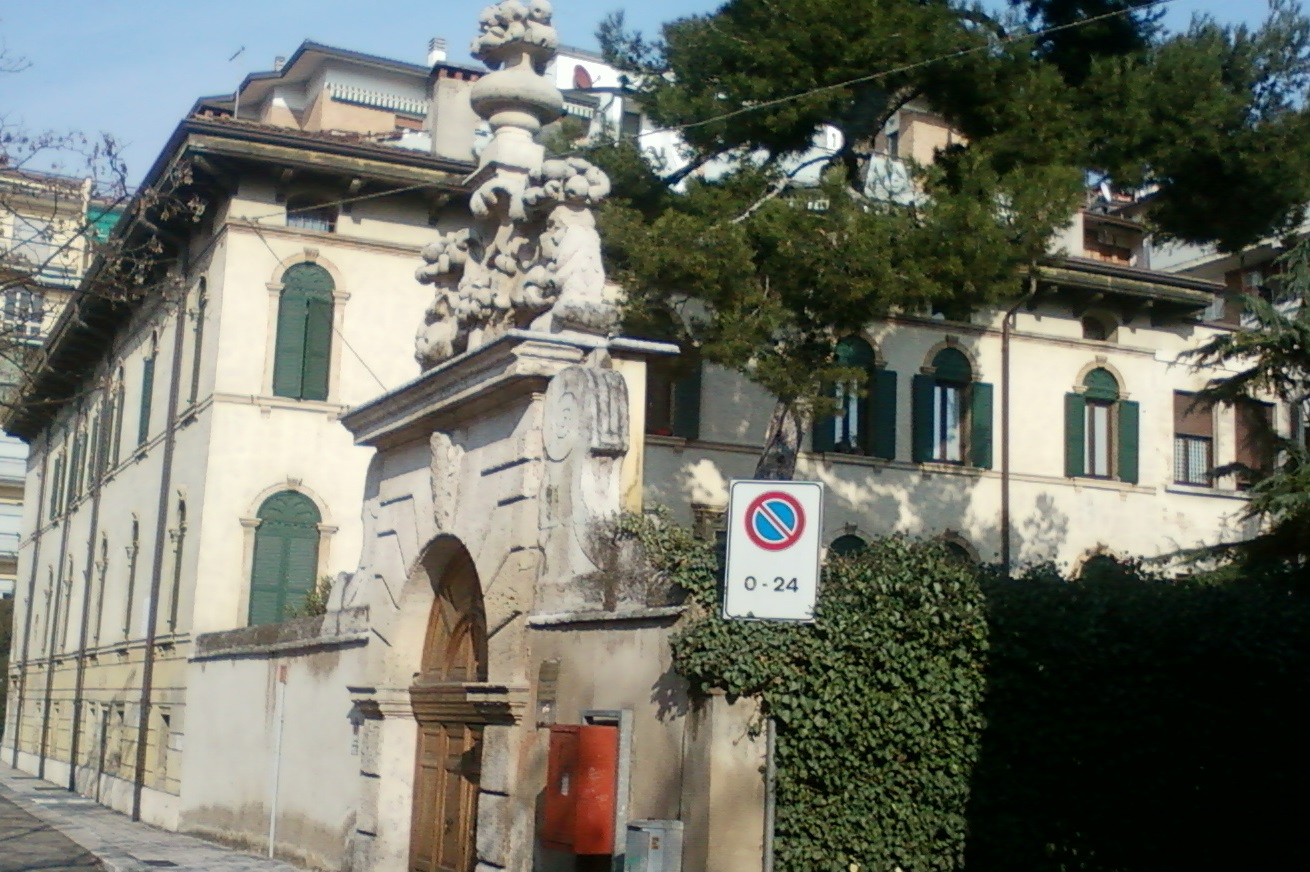
Palazzo Gazzola, dimora veronese del conte di Provenza tra il 1794 e il 1796

Primo dei fratelli di Luigi XVI, il conte di Provenza decise di lasciare la Francia insieme alla moglie nel giugno del 1791, inserendosi così in quel vasto fenomeno, noto con il nome di emigrazione, che sin dal 1789 interessò coloro che preferirono lasciare la Francia rivoluzionaria per motivi politici, trasferendosi in altri Paesi europei o negli Stati Uniti.
Dopo aver trascorso un periodo nei Paesi Bassi austriaci, passò a Coblenza e successivamente si trasferì presso la corte del suocero, il re di Sardegna, a Torino. Dopo aver pensato di poter rientrare in Francia grazie alla rivolta realista scoppiata a Tolone nel 1793, dovette ricredersi in seguito al fallimento della stessa e – ormai deciso l’abbandono del domicilio piemontese – ripiegò sul trasferimento a Verona.
Nel 1794 la Repubblica di Venezia gli concesse asilo, a patto che la sua presenza si dimostrasse il più discreta possibile. Reggente del trono di Francia in nome del nipote, il conte di Provenza doveva infatti presentarsi sotto il falso nome di conte di Lilla, evitando di mettere a repentaglio quella neutralità della Serenissima che la diplomazia veneziana tanto si sforzava di preservare. Gli fu concesso di abitare presso la casa del conte Gazzola, che non si trovava esattamente nel centro della città, e poteva dunque garantire maggior riserbo.
Quando l’8 giugno 1795 il nipote Luigi Carlo, ultimo figlio maschio di Luigi XVI, morì nella prigione del Tempio a Parigi, il conte di Provenza si autoproclamò Luigi XVIII, re di Francia e si mostrò intenzionato a far pubblicare un manifesto attraverso il quale rivolgersi al popolo francese. Questo manifesto, sebbene sia passato alla storia come “Dichiarazione di Verona”, fu stampato a Parma, presso la tipografia Bodoni, nel luglio del 1795, datato come «primo anno di regno». La Repubblica di Venezia aveva infatti cercato in ogni modo di evitare che il documento fosse stampato nei propri territori e potesse lasciar sottintendere un qualche coinvolgimento del governo veneziano.

## Contenuto della Dichiarazione
La Dichiarazione fu redatta in un contesto politico che si presentava assai complesso per l’autoproclamatosi re di Francia. All’inizio del mese di luglio il primo ministro britannico William Pitt aveva inviato a Verona l’ambasciatore Macartney affinché guidasse la condotta del conte di Provenza nel modo che più gli sembrava conveniente. Pitt si augurava infatti egli si convincesse della necessità di aprirsi a concessioni di stampo liberale, in modo da rafforzare l’embrionale seguito di cui godeva il partito realista in Francia, rendendo più facile per il governo britannico sostenerne la causa. In cambio del loro appoggio, gli inglesi chiedevano soltanto qualche isola e una rettifica delle frontiere francesi. Il conte di Provenza non volle tuttavia acconsentire alle richieste britanniche, mostrandosi infastidito all’idea di dover attendere le istruzioni di Pitt per rivolgersi ai suoi «sudditi». In ogni caso, Macartney giunse a Verona quando il manifesto era già stato dato alle stampe.
Il consiglio reale, incaricato di discutere i termini della proclamazione, si riunì il 30 giugno presso la dimora veronese del conte di Provenza e si mostrò da subito dominato da pareri conservatori.
Secondo René de Castries il sovrano avrebbe fatto meglio a distaccarsi dai pareri dei suoi cortigiani, riflettendo di più su ciò che i francesi avrebbero voluto sentirsi dire: anziché promettere la restaurazione totale dell’Antico Regime e la punizione esemplare di tutti coloro che avevano offerto i loro servigi ai nuovi governi avrebbe dovuto adottare una visione più lungimirante, improntata al perdono per i regicidi, così da attirarsi le simpatie degli ex convenzionali più conservatori.
D'altronde, anche all’epoca non erano mancati i consigli in tal senso. Sin dalla primavera del 1795 alcuni membri della corrente dei realisti moderati come Lally-Tollendal e Mallet du Pan avevano indirizzato a Verona delle relazioni in cui indicavano i mezzi più adatti alla restaurazione della monarchia in Francia, suggerendo al conte di Provenza si perdonare chi avrebbe riconosciuto i propri errori.
Si tratta di consigli che rimasero inascoltati. Secondo Donald Sutherland, con la sua difesa inflessibile della reazione il manifesto obbligava i realisti alla guerra civile. In sostanza, «non era possibile far salire sullo stesso carro i realisti puri e quelli costituzionali».

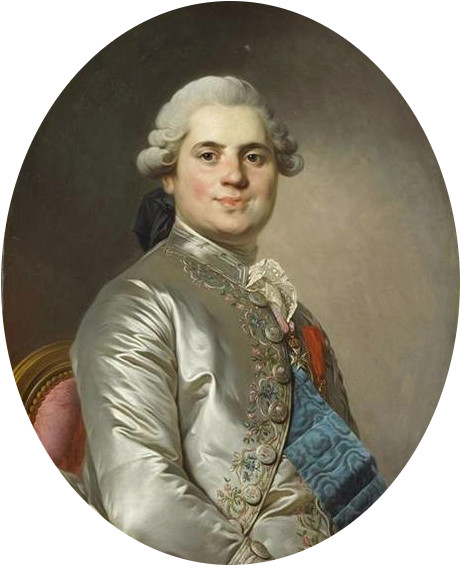
Il conte di Provenza nel 1778 circa

Circondato da cortigiani facenti parte dell’ala ultrà del realismo, per la quale la Rivoluzione era blocco unico da rigettare interamente (dalle libertà del 1789 al Terrore del 1793), Luigi XVIII si era prefisso di non rinunciare alla prerogativa regia nella sua pienezza, così come l’avevano esercitata i suoi antenati.
C’era però anche un calcolo politico dietro questa considerazione. Il conte di Provenza doveva infatti evitare che l’altro fratello, il conte d’Artois, leader dell’ala ultrareazionaria, potesse ripetere il copione recitato da entrambi i fratelli nei confronti di Luigi XVI nel 1791-1792, sconfessando il nuovo re qualora questi avesse cercato di venire a patti con la Rivoluzione.
Malgrado ciò, la “Dichiarazione di Verona” rappresentava comunque una leggera apertura, rispetto ai precedenti manifesti pubblicati dal reggente. Essa risultava emessa, secondo la tradizione, da Luigi XVIII, «per la grazia di Dio, re di Francia e di Navarra», a cui la Provvidenza aveva trasmesso la corona e «il dovere di salvare la Patria, che una rivoluzione disastrosa aveva portato verso la rovina». Dopo essersi paragonato ad Enrico IV, che ereditò il regno dopo un periodo di sanguinose guerre civili, il sovrano ammoniva i sudditi affermando: «voi foste infedeli al Dio dei vostri Padri, voi foste ribelli all’autorità che aveva stabilito per governarvi e un dispotismo sanguinario, un’anarchia non meno crudele, succedendosi l’uno all’altra, non hanno cessato di dilaniarvi con un furore sempre rinnovato».
Il quadro da lui dipinto della Francia rivoluzionaria era dei più disastrosi (promesse non mantenute, fame, miseria), specie se paragonato alla gioia che avevano dispensato quattordici secoli di governo monarchico. In particolar modo, egli propugnava la divisione fra i tre ordini, descrivendola come la cosa più utile al benessere generale, accettando però l’eguaglianza di diritti politici e la parità di accesso agli uffici.
Poi, in un passo successivo, il conte di Provenza faceva l’elogio del fratello Luigi XVI, visto come una sorta di “martire”. In seguito, parlando di riforme, affermava che per attuarle occorreva innanzitutto una situazione pacificata ed il ristabilimento della monarchia francese, secondo quanto previsto dall’antica Costituzione del regno, ovverosia secondo usi e consuetudini centenarie.
Per quanto riguarda il trattamento da riservare ai sudditi a restaurazione avvenuta, egli si diceva pronto ad accogliere tutti coloro che avessero cambiato idea, rinnegando i propri errori, e gettandosi ai piedi del trono. Luigi XVIII si dichiarava pronto a vestire i panni del padre compassionevole del suo popolo, rigettando quelli di giudice inflessibile. Questo non gli impediva però di deplorare i sudditi che avevano avuto l’audacia di giudicare il loro re, parlando di «sacrilegio» da parte di chi osò pronunciare un voto di morte. Dunque, nessun perdono per i regicidi, né tantomeno per coloro che avevano sobillato e sedotto il popolo.
Infine, il sovrano sosteneva di non voler riprendersi il trono con le armi, sicuro che il popolo fosse già sulla buona strada per richiamarlo, ed esprimeva la sua soddisfazione per la devozione dimostratagli dalle armate realiste e cattoliche. Costanti erano infatti i riferimenti alla religione cattolica, al cui abbandono veniva legato il crollo della monarchia e il conseguente malessere dei sudditi.

## Storiografia
Philip Mansel, biografo di Luigi XVIII, ha ritenuto assai maldestre le affermazioni relative alla condanna a morte di Luigi XVI, poiché numerosi regicidi – che non erano tra i peggiori criminali rivoluzionari – occupavano ancora dei posti di grande autorità.
Lo storico Donald Sutherland ha definito il manifesto di Verona «deplorevole e inetto», poiché a suo parere si trattava di «un documento in ogni senso più reazionario del programma della seduta reale di Luigi XVI del 23 giugno 1789». «Il fatto che il pretendente lo considerasse un documento moderato, perché prometteva il castigo solo per i regicidi della Convenzione, dimostra solo quanto fosse fuori della realtà».
Forse però il conte di Provenza si rese conto, almeno in parte, delle ripercussioni negative che tale testo avrebbe potuto suscitare se, come riferisce Mansel, si dimostrò disponibile ad adattare il documento al pragmatismo richiesto dalle circostanze interne della Francia. Infatti, il generale vandeano Charette era stato autorizzato ad accomodare la Dichiarazione in base alla «disposition des esprits», fatti salvi i principi generali del documento.
Malgrado ciò, la Dichiarazione ebbe un effetto generalmente disastroso sull’opinione pubblica. Secondo Jean Tulard e Alfred Fierro, «scoraggiò sia le buone volontà, sia le cattive, che si sarebbero potute comprare». In definitiva, a quest’epoca l’azione politica del conte di Provenza non preannunciava quello che sarebbe diventato l’abile sovrano della Restaurazione.